# Alcalá de Guadaíra
Alcalá de Guadaíra è un comune spagnolo di 68 452 abitanti situato nella comunità autonoma dell'Andalusia, comarca di Los Arcores. Il capoluogo è città di aspetto orientale sulla riva sinistra del fiume Guadaíra dominata dai resti del castello, grande fortezza almohade del XII secolo. Il territorio municipale occupa la parte nord occidentale della provincia di Siviglia, città dalla quale il nucleo urbano del comune dista 18 km.
Grazie alle numerose aziende installate negli appositi poligoni la sua economia è principalmente di tipo industriale che continua la situazione produttiva non solo agricola presente già nel Medioevo come attestano i numerosi antichi mulini tuttora esistenti risalenti in buona parte al periodo di dominazione musulmana. La vicinanza a Siviglia e la ricchezza dei suoi monumenti fa sì che sia importante anche l'attività turistica per la quale è presente un'idonea attrezzatura (alberghi e case di vacanze).
Il suo nome, comune a diverse località spagnole, deriva dall'arabo Al Kalat che significa castello seguito dal nome del fiume Wad Ayra.

## Storia
Alcuni storici attribuiscono ai Greci antichi la fondazione della città che chiamarono Hienipa. Gli Iberi ne fecero un accampamento militare come i Romani che succedettero al potere e la chiamarono Ordo Hiniensis. Fece parte di un regno visigoto con capitale Siviglia e gli Arabi ne fecero poi un insediamento militare costruendovi la grandiosa fortezza, godendo del periodo di floridezza almohade che fece splendida Siviglia. Il re Ferdinando III il Santo nel corso della spedizione militare per occupare Siviglia nel 1248 conquistò anche Alcalà che faceva parte del sistema difensivo arabo di Siviglia. Passata in potere dei re di Castiglia seguì le vicissitudini storiche al seguito di Siviglia senza particolari protagonismi. Colpita dalla peste nel XVII secolo decadde come la vicina capitale per la quale l'insabbiamento del porto aveva notevolmente ridotto il monopolio portuale e commerciale, per rifiorire solo nel XIX secolo grazie al notevole sviluppo industriale.

## Monumenti e luoghi d'interesse

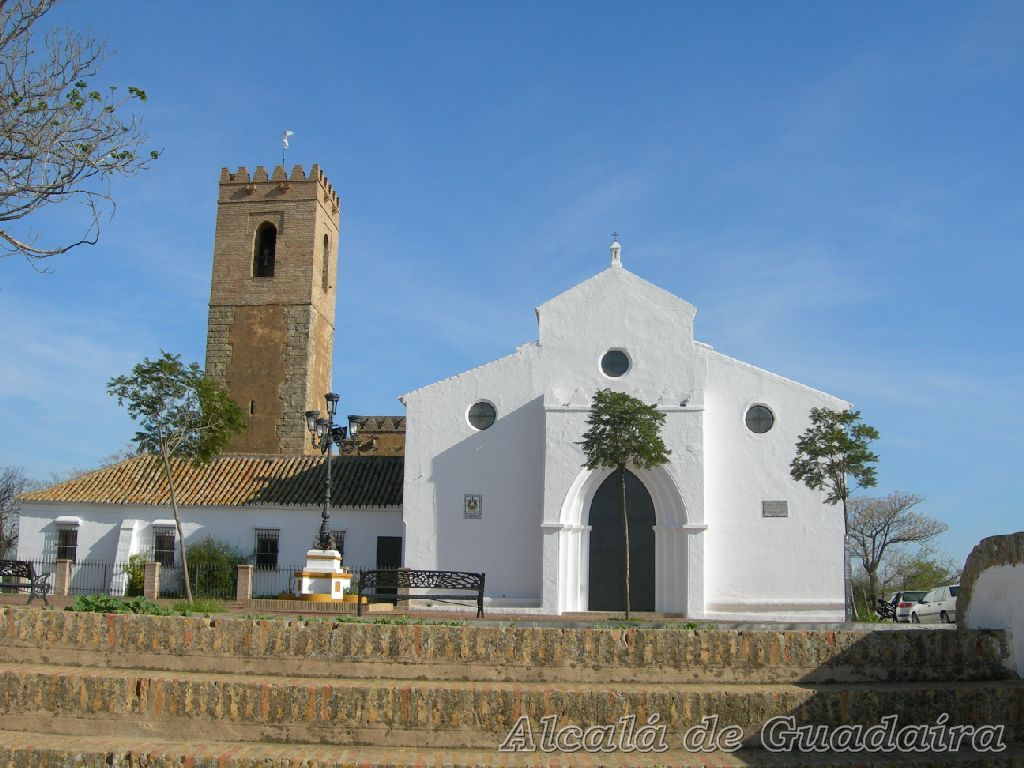
Eremo di Águila de Alcalá de Guadaira

- Castello, grandiosa fortezza almohade in rovina, con 11 torri, è del XV secolo ed è collegato al Recinto murario che racchiude il nucleo antico.
- Castello de la Marchenilla del XIV secolo posto in una zona periferica detta Gandul dove si trova anche una necropoli megalitica del periodo del Calcolitico.
- Torre y Palacio de Gandul del XVII secolo.
- Molinos de la ribera del Guadaira, Marchenilla y Gandul mulini di epoca araba.
- Casa del Pósito del XVII secolo.
- Iglesia de San Pedro chiesa di stile gotico-mudejar dei secoli XIV-XV.
- Iglesia de San Miguel chiesa con torre - minareto araba.
- Iglesia de San Sebastian dei secoli XV-XVI.
- Iglesia de San Roque del 1570 riedificata nel 1886.
- Santuario de la Virgen de Águila del XIV secolo, gotico.
- Iglesia de Santiago del 1500.
- Parque de naturaleza de Oromana parco che si estende per 1 km lungo le rive del fiume Guadaira. Questo fiume, a causa soprattutto degli scarichi industriali, è uno dei più inquinati di Spagna ed anche d'Europa.

## Feste
Le feste sono quelle comuni alle località dell'Andalusia, in particolare quelle per il Natale che si concludono il 5 e 6 gennaio con la Cabalgatas de los Reyes Magos, arrivo dei Re Magi accompagnati da un corteo di carrozze degli alti dignitari delle loro "corti" in ricchi costumi, Carnavales con diverse feste, concorsi di chirigotas (concioni canzonatorie), di comparsas (gruppi mascherati), pregon (bando solenne dell'inizio del carnevale), incoronazione della Reina Pavadera, regina del carnevale, sfilata di carri carnevaleschi.
La Semana Santa celebrazioni della settimana santa con le processioni delle diverse confraternite conformi a quelle di Siviglia famose in tutto il mondo, dalle quali si differenziano sia per una minore rilevanza sia per una rappresentazione della salita di Gesù al calvario il giovedì santo. La Feria, fiera dell'ultima settimana di maggio che dura 4 giorni ed oltre ad avere una valenza commerciale è anche occasione di manifestazioni ludiche e culturali come i concorsi di pittura, scultura e fotografia. La Romeria de San Mateo il 21 settembre e la Romeria de N.tra S.ra de Aguila il 15 agosto sono i pellegrinaggi ai rispettivi Santuari che, secondo la consuetudine spagnola, uniscono le celebrazioni religiose alle feste popolari al termine dei riti.